# Patamacca
Patamacca es uno de los seis ressorts, o en neerlandés ressort, en los que se divide el distrito de Marowijne en Surinam, está ubicado en su extremo suroccidente del distrito.
Limita al norte con el ressort de Moengo, al noreste con el ressort de Moengotapoe, al sureste con Guayana Francesa, al suroeste con el distrito de Brokopondo, y al oeste con el distrito de Para.
En 2004, Patamacca, según cifras de la Oficina Central de Asuntos Civiles tenía 422 habitantes.